# Welwyn Garden City Golf Club
De Welwyn Garden City Golf Club ligt ten Noorden van Londen, tussen Welwyn Garden City en de A1, de Great North Road die van Londen naar Edinburgh gaat.

## Geschiedenis
Welwyn Garden werd in 1920 opgericht en was de tweede Engelse tuinstad. De plannen om een golfclub op te richten werden door Mr D Leitch, Mr S Ogilvie, Mr J Wadland en Dr R L Reiss in 1922 gesmeed in een restaurant in deze nieuwe stad. In 1923 werd de club opgericht. Er werd een stuk land van de gemeente gehuurd voor £25 per jaar en er werd een 9-holes golfbaan aangelegd. Vanaf het begin werd er geen onderscheid gemaakt tussen dames- en herenleden. Reiss werd de eerste voorzitter en hij opende het eerste clubhuis in 1928.

In 1927 werd de baan uitgebreid tot 16 holes en al gauw kwamen er nog twee holes bij. De club had een bijzondere 'local rule' omdat de fairway niet baak gemaaid werd: een speler mocht niet meer dan 12 ballen meenemen. Als de speler die allemaal kwijt was, moest hij stoppen.
De baan ligt in een parklandschap en heeft, zoals veel oude banen, smalle fairways en kleine greens. De baan heeft nu 18 holes, de par voor de heren is 70 en voor de dames 72.
In 1981 werd een nieuw clubhuis gebouwd. De opening werd op 12 juni 1982 verricht door de voorzitter van de Hertfordshire Golf Union, Mr William Fernie. Sindsdien zijn de herenkleedkamers uitgebreid en is er in 1988 een nieuwe shop gekomen. Stuart Mason is de professional van de club.

## Bekende leden
- Nick Faldo
- Mark Laskey
- Tom Lewis

## Commemoration Jug
Sinds 1988 wordt ieder jaar de Commemoration Jug gespeeld ter herinnering aan Nick Faldo die in 1987 voor het eerst het Brits Open won. Het toernooi bestaat uit 36 holes die op één dag gespeeld worden. In 2012 werd de 25ste editie gewonnen door Michael Saunders. 

Sinds 2011 wordt er ook een Tom Lewis medaille uitgereikt aan de speler met de laagste ochtend= en middagronde. Deze medailles herdenken dat Tom Lewis in het Brits Open een openingsronde van 65 speelde.
Winnaars
| - 1988: Nigel Pimm - 1989: John Bickerton - 1990: Andrew Rogers - 1991: Matthew Deal - 1992: Michael Watson - 1993: Trevor Paterson - 1994: Russell Tate | - 1995: Nigel Pimm - 1996: Ian Moore - 1997: Shaun Tarplett - 1998: Ed Conduit - 1999: Matt Feavyour - 2000: Tom Piggott - 2001: Nigel Pimm | - 2002: Shaun Tarplett - 2003: Stephen Russell - 2004: Lloyd Kennedy - 2005: Lloyd Kennedy - 2006: John Kemp - 2007: James Wythe - 2008: John Kemp | - 2009: Luke Joy - 2010: Michael Saunders - 2011: Gavin Samuels - 2012: Michael Saunders |